# Mulatu Teshome
Mulatu Teshome Wirtu (Ge'ez:ሙላቱ ተሾመ, sinh năm 1955 hay 1956) là chính trị gia người Ethiopia, giữ chức Tổng thống Ethiopia từ ngày 7 tháng 10 năm 2013.
Mulatu có một con trai.